# William Buckland
William Buckland (Axminster, Anglaterra, 12 de març de 1784 - ?, 14 d'agost de 1856) va ser un prominent naturalista, geòleg i paleontòleg britànic que escrigué la primera descripció completa d'un dinosaure. Fou membre de la Royal Society. Es va casar amb Mary Buckland.
També va descobrir l'esquelet humà del Paleolític Superior anomenat Dama Vermella de Paviland
Favorable al creacionisme antic de la Terra i a la teoria del Diluvi Universal, va ser convençut de la realitat de les glaciacions de Louis Agassiz.